# Retranchement

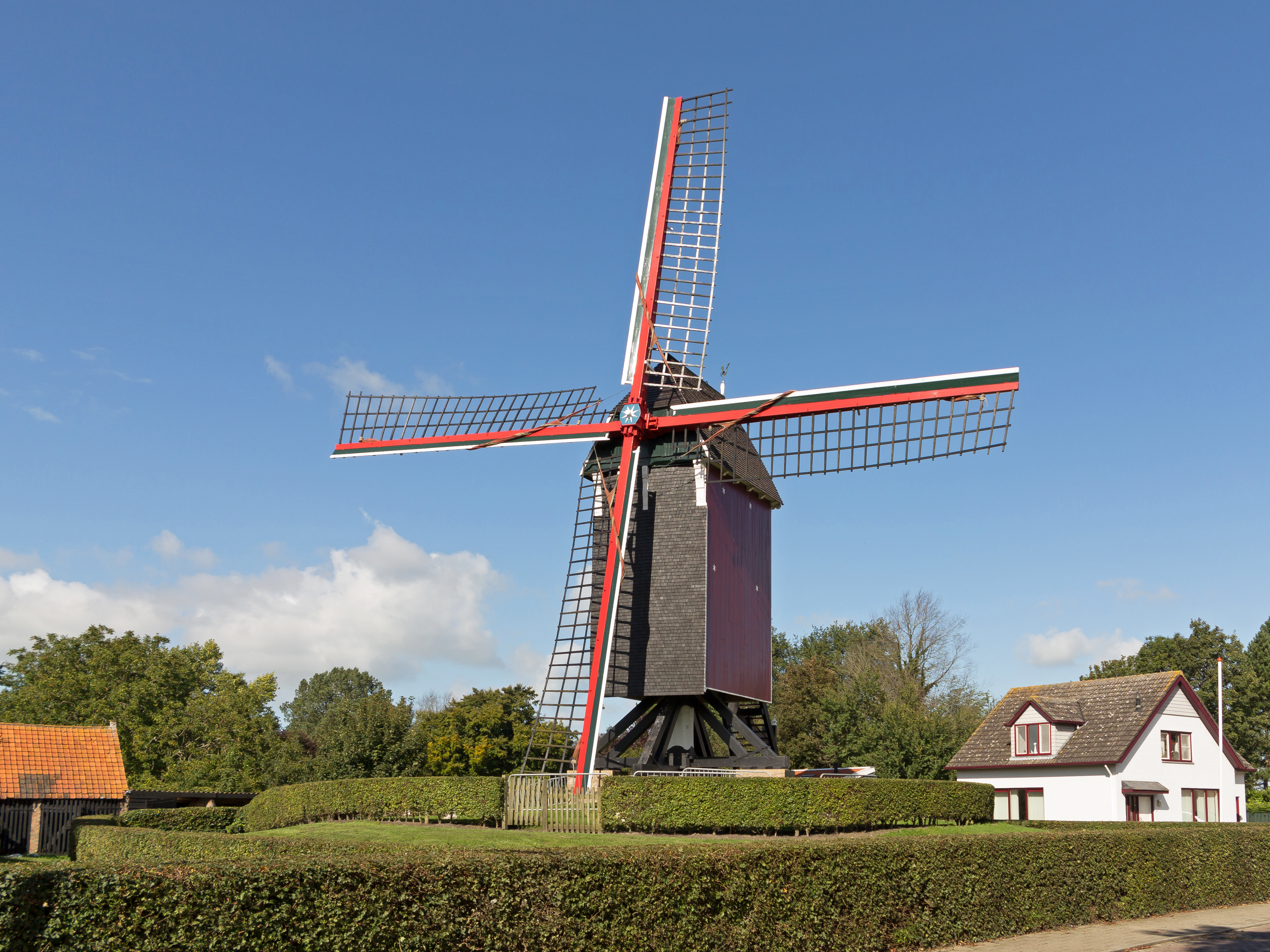
Moulin : de Retranchementse Molen

Retranchement est un village appartenant à la commune néerlandaise de L'Écluse, situé dans la province de la Zélande. En 2009, le village comptait 415 habitants.
Son nom vient du français dans le sens de fabrication d'un mur sans fondation. Cette fortification servait à protéger la région du Zwin.
Le village est à la frontière et marquait le changement entre les anciens tramways belges et néerlandais.
Retranchement fut une commune indépendante jusqu'en 1970 année à laquelle elle a été rattachée à L'Écluse.